# Les Aventures de Tanguy et Laverdure

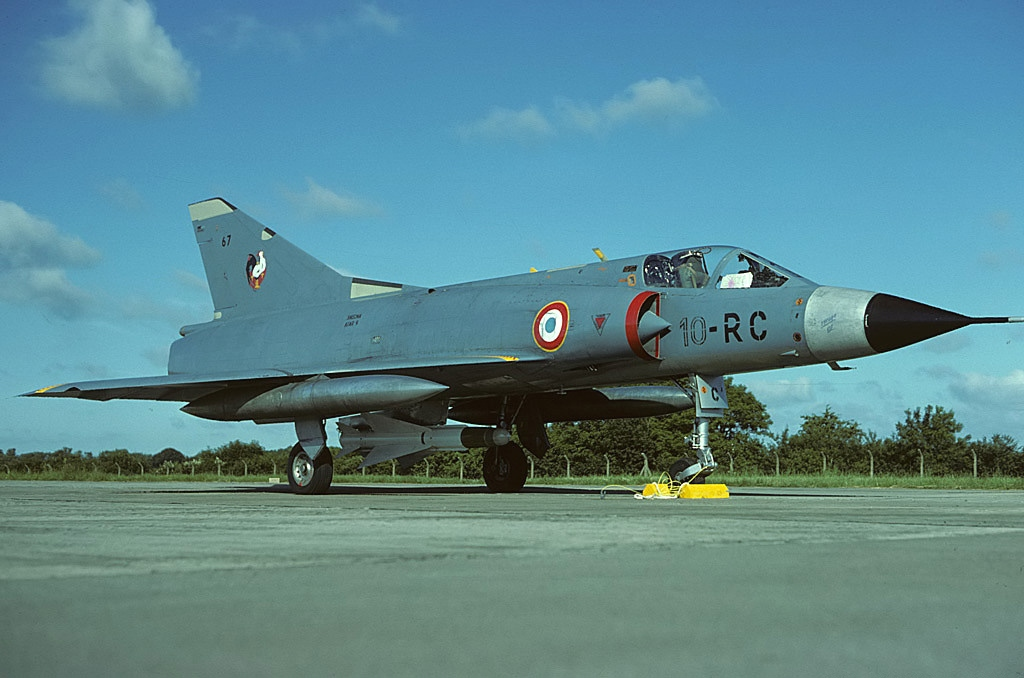
Un Mirage III de l'époque où Tanguy et Laverdure le pilotaient.

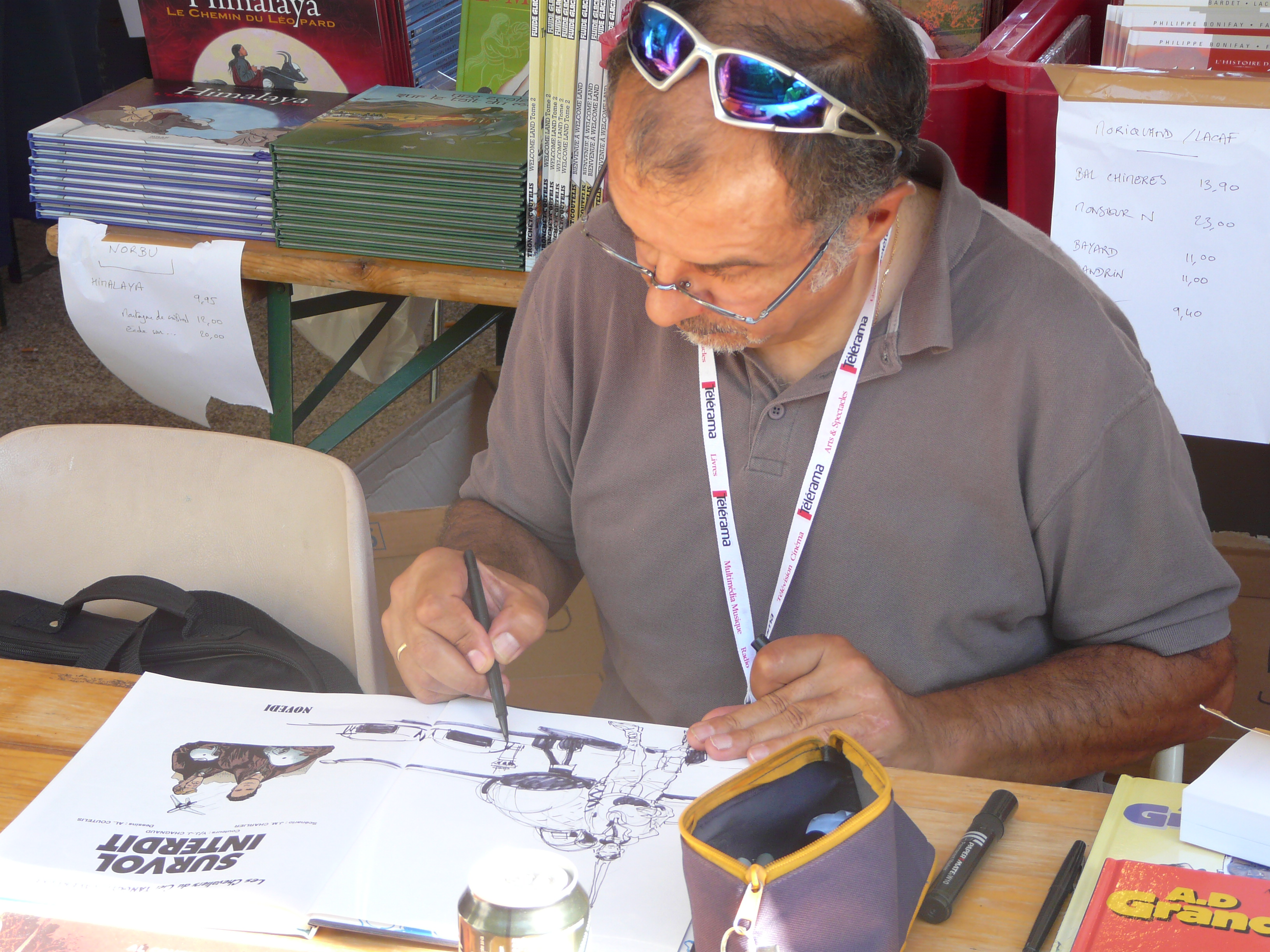
Al Coutelis dédicaçant Survol interdit en août 2008.

Les Aventures de Tanguy et Laverdure est une série de bande dessinée française créée par Jean-Michel Charlier (scénariste) et Albert Uderzo (dessinateur), qui traite des aventures de deux pilotes de l’Armée de l’air française.
Cette bande dessinée est d’abord parue dans le journal Pilote en 1959 puis publiée ensuite en 30 albums avec divers dessinateurs depuis 1961. Il existe des traductions d'albums de cette série en néerlandais, allemand, danois, suédois, indonésien, anglais, espagnol, italien, portugais et serbo-croate.
Il s'agissait à l'origine d'offrir aux lecteurs de Pilote une série concurrente de Buck Danny (dans le Journal de Spirou) et de Dan Cooper (dans le Journal Tintin).
La série donnera naissance à la série télévisée Les Chevaliers du ciel. À la suite du succès de la série les albums réédités recevront de nouveaux dessins de couverture mettant en scène Jacques Santi et Christian Marin qui incarnent Tanguy et Laverdure dans la série.

## Histoire
Michel Tanguy et Ernest Laverdure sont deux amis inséparables avec des personnalités totalement opposées. Si Tanguy est sérieux, honnête et dévoué, Laverdure est quant à lui excentrique, gaffeur et maladroit. Toutefois, Laverdure s'avère être un bon coéquipier dans les situations difficiles. En effet, ils sont habitués aux missions dangereuses…
En quittant l'École de l'Air de Salon-de-Provence, ils sont envoyés au Maroc à la base aérienne 708 Meknès pour améliorer leurs connaissances (en fait pour se spécialiser dans la chasse, puisque l'école de chasse de l'armée de l'air s'y trouvait alors établie, et formait ses futurs pilotes de chasse sur T-33). Tout juste arrivés, ils doivent partir à la recherche d'une ogive contenant des informations confidentielles. Plus tard, Tanguy et Laverdure retournent en France où ils pilotent le Super Mystère B2. Ils rejoignent rapidement l'escadrille des Cigognes où ils pilotent le Mirage III.
Beaucoup d'épisodes du début de la série font état d'une vente prospective à un pays étranger de chasseurs Mirage III, avec des tentatives de sabotage afin de faire avorter la vente au profit d'un concurrent.

## Aéronefs représentés dans la bande dessinée

### Aéronefs pilotés par Tanguy et Laverdure
Pas moins de 34 modèles d'aéronefs, dont deux hélicoptères, sont pilotés par Michel et Ernest au fil de leurs aventures. Parmi les chasseurs récents de l'armée de l'air, le Rafale est le seul qu'ils n'aient encore expérimenté.
- Dans L'École des aigles, ils rejoignent la base aérienne 708 Meknès depuis la base aérienne 701 Salon-de-Provence à bord d'un Fouga CM-170 Magister. Ils suivent ensuite leur instruction de pilote de chasse sur Lockheed T-33 Shooting Star.
- Dès leur affectation à la Base aérienne 110 Creil, dans l'album Danger dans le ciel, ils pilotent des Dassault Super Mystère B2 supersoniques. Ils appartiennent à l'escadron de chasse 1/10 Valois, escadrille SPA 93 Canard. À l'occasion d'un essai moteur, Ernest Laverdure prend les commandes d'un Max-Holste MH-1521 Broussard.
- À partir de l'album Escadrille des Cigognes, leurs montures habituelles sont des Mirage III C et parfois B (biplace), appareils de la classe Mach 2.
- Dans Canon bleu ne répond plus, ils font partie des premiers pilotes opérationnels à voler sur Mirage III E, évolution qui intègre en plus du radar de tir un radar de navigation, conférant la capacité d'attaque au sol tous temps à basse altitude. Dans ce même album, pour rechercher Laverdure pris en otage, Tanguy emprunte un avion lent, un vénérable biplan de type à déterminer.
- Dans Les pirates du ciel, plusieurs avions sont mis à disposition des deux héros en sus des Mirage III : un Broussard pour Tanguy, un Supermarine Spitfire pour Laverdure et même un Douglas DC-6 dont Tanguy est forcé de prendre le manche après que le capitaine Marceau ait été atteint par un projectile.
- Dans Les anges noirs, Ernest pilote de nouveau un Broussard. Avec Tanguy, il vole plus tard à bord d'un Bristol Blenheim. Puis Tanguy seul s'essaie aux commandes d'un Saab 35 Draken.
- Dans Destination Pacifique, Laverdure est seul à bord d'un Piper PA-23 Aztec.
- Tanguy et Laverdure prennent place pour la première fois aux commandes d'un hélicoptère, un SNCASE Alouette II, dans les épisodes Lieutenant Double Bang et Baroud sur le désert.
- L'album Les vampires attaquent la nuit présente Tanguy pilotant un Morane-Saulnier MS.760 Paris, puis dans la seconde partie, La terreur vient du ciel, un Noratlas. Laverdure dans ce même album embarque Tanguy à bord d'un Jodel. À la fin de l'aventure, Tanguy est aux commandes d'un Hawker Siddeley Harrier.
- À l'occasion de leur retour au Sarrakat dans Mission "dernière chance", Tanguy et Laverdure exploitent les qualités d'un Dornier Do 28 D Skyservant, curieusement baptisé "Do 21" par le prince Azraf.
- L'enrôlement dans la La mystérieuse escadre Delta leur offre l'occasion de piloter un Stampe (Tanguy), de nouveau un Skyservant ainsi qu'un Douglas DC-3. Tanguy pilotait déjà très jeune un Stampe dans Première mission.
- Par la suite, dans Opération tonnerre, c'est un Douglas DC-4 qui est mis entre les mains de Michel et Ernest. Tanguy a de nouveau l'occasion de s'essayer aux voilures tournantes, cette fois-ci un Sikorsky H-34.
- Dans Rapt en plein ciel, Tanguy et Laverdure sont une nouvelle fois dans le cockpit d'un Noratlas.
- Pour Le saboteur, c'est à nouveau le Fouga Magister qui leur tient lieu de monture, tout comme dans Station brouillard, aventure au cours de laquelle ils pilotent une nouvelle fois un DC-3.
- Pour L'espion venu du ciel et Survol interdit, ils forment l'équipage d'un Dassault Falcon 50. En fin d'aventure, Ernest Laverdure est à nouveau aux commandes d'un DC-4.
- L'album Prisonniers des Serbes présente le duo en tant que pilotes sur Dassault Mirage 2000 D. Mais pour la circonstance, Laverdure y pilote aussi un Dassault Mirage F1 CR. C'est au cours de cette aventure que Tanguy réalise le seul appontage connu du duo, à bord d'un Antonov An-2T "Colt".
- Lors de l'Opération opium, Tanguy est à nouveau aux commande d'un Mirage 2000 D. Lui et Laverdure sont ensuite rapidement transformés sur Dassault Mirage IV P.
- Pour Le vol 501 et Taïaut sur bandits !, Tanguy et Laverdure apparaissent respectivement à bord de Mirage 2000 C et B. Tanguy a l'occasion de s'essayer au manche d'un Consolidated PBY Catalina.
- Dans Rencontre de trois types, seul Laverdure est aperçu en vol, toujours dans un Mirage 2000 C.
- Diamants de sable débute par l'arrivée à Istres d'Ernest et Michel tous deux à bord d'un même Alpha Jet. Ils prennent ensuite leur poste à l'escadron 2/4 La Fayette sur Mirage 2000 N, bombardier nucléaire. Par la suite, Laverdure pilote un Pilatus PC-6 Porter. Au cours de la seconde partie de l'aventure, Le sabre du désert, c'est un Messerschmitt 108 qu'Ernest à l'occasion de dompter.
- Pour leur Retour aux Cigognes, ils prennent en main le Mirage 2000-5F. Ils embarquent par la suite à bord d'un Globe Swift. La suite de l'aventure, Tanguy vs Laverdure, les montre aux commandes d'un Piper Cub.
- Le duo ne découvre aucun nouvel avion dans Une frontière obscure; ils poursuivent leur expérience sur Mirage 2000-5F.
- Dans Menace sur Mirage F1 et L'avion qui tuait ses pilotes, les deux comparses sont devenus pilotes d'essai à Istres. Ils sont affectés au programme Mirage F1. Laverdure prend plus tard le manche d'un Stampe, d'un Cap 10 et enfin d'un SO-4050 Vautour.
- Coups de feu dans les Alpes et Le pilote qui en savait trop voient Tanguy et Laverdure retrouver le Mirage III, dans ses versions C et BS, aux corcardes des Forces aériennes suisses.
- Ernest et Michel sont de retour à l'escadron de chasse 1/10 Valois de Creil dans Le mystère du Sabre jaune. Ils pilotent toujours des Super Mystère B2, mais cette fois ci pour l'escadrille SPA 84 Renard.

### Les autres aéronefs représentés dans les aventures de Tanguy et Laverdure
- L'École des aigles : Un Noratlas ; possiblement une fusée sonde Véronique ou Agathe VE 110
- Pour l'honneur des cocardes : Un avion de transport imaginaire présentant quelques ressemblances avec des appareils russes (Antonov An-12 et An 22) auxquels auraient été greffées des ailes en mouette ; North American T-6 Texan ; Douglas DC-3.
- Danger dans le ciel : Hawker Hunter F4 ou F6 de la Composante air Belge ; Convair XFY Pogo ; Ryan X-13 Vertijet ; Snecma C-450 Coléoptère ; Short SC.1 ; Douglas DC-3 sur le tarmac de Creil en page 21 ; Aerostat à gaz de modèle inconnu ; Drone suicide téléguidé inconnu ; Petit jet de reconnaissance imaginaire, dont les lignes évoquent le Lockheed F-104 Starfighter, le Lockheed F-94 Starfire ou le  SO.9000 Trident; Boeing 707 (deux exemplaires, l’un porteur du jet de reconnaissance, un autre décollant d'Orly) ; VTOL imaginaire, aux airs d’hybride entre le Pogo et le Vertijet, sur le site SNECMA de Melun-Villaroche.
- Escadrille des Cigognes : Deux Lockheed C-130 Hercules (USAF) ; Un Morane-Saulnier MS.760 Paris piloté par le commandant André Tanguy.
- Mirage sur l'Orient : Un Boeing 707 sur le parking de Rome Fiumicino, deux autres aperçus en vol, un face à Tanguy lors de son atterrissage d’urgence vent dans le dos, un au sol sur le parking de Lod; Un Boeing 727 et non un Tupolev Tu-154 apparu seulement en 1968, bien après l’arrivée du Mirage III en Israël ; Un avion de ligne au sol p. 71, peut-être un Douglas DC-3 ; MiG-21 ; Quadrimoteur à hélices sur le parking de Lod, possiblement Douglas DC-4 ou DC-6 ; Douglas DC-8 sur le parking de Lod page 101.
- Canon bleu ne répond plus : Deux Dassault Flamant sur les parkings de Dijon-Longvic ; Boeing C-135F ; Lockheed C-130 Hercules (MATS) ; Boeing C-135 Stratolifter (MATS) ; Boeing KC-135 Stratotanker (USAF) ; de Havilland Canada DHC-3 Otter ; Lockheed P-2 Neptune (Navy air rescue et Marine Nationale ; Vought F-8 Crusader (flottille de Buck Danny).
- Cap zéro : de Havilland Canada DHC-3 Otter ; Boeing 707 de la SAS ; Lockheed C-130 Hercules ; Douglas C-47 Skytrain ou C-53 Skytrooper ;  Grumman E-2a Hawkeye ; Un biplan monomoteur non-identifié (l’avion du père Bolduc) ; Le transport quadrimoteur des pirates qui ressemble beaucoup à un Lockheed C-130 Hercules privé de son radar de nez ;
- Les pirates du ciel : North American P-51 Mustang D ; Douglas DC-6 ; Noratlas ; Helio Courier (en).
- Mission spéciale : Pilatus PC-6 Porter ; SNCASE Alouette II.
- Les anges noirs : Boeing 707 ; Lockheed F-104 Starfighter ; Saab 35 Draken.
- Destination Pacifique : Douglas DC-8 ; Consolidated PBY Catalina ; Douglas DC-6 ; Lockheed P-2 Neptune ; SNCASO SO-4050 Vautour ; Mitsubishi MU-2.
- Menace sur Mururoa : : Douglas DC-8 ; Douglas DC-3 ; Douglas DC-6 ; Consolidated PBY Catalina ; Dassault Super Mystère B2 ; SNCASO SO-4050 Vautour ; arme nucléaire AN-11 ; Lockheed Constellation ; Vought F-8E(FN)
- Le Sabre du desert : Su-35, Awacs page 24, les F-16 du gouvernement Dahmanien, et 3 Mig-29.

## Albums
- 1 L'École des Aigles, Dargaud, collection « Pilote », 1961
Scénario : Jean-Michel Charlier - Dessin : Albert Uderzo
- 2 Pour l'honneur des cocardes, Dargaud, collection « Pilote », 1962
Scénario : Jean-Michel Charlier - Dessin : Albert Uderzo
- 3 Danger dans le ciel, Dargaud, collection « Pilote », 1963
Scénario : Jean-Michel Charlier - Dessin : Albert Uderzo
- 4 Escadrille des Cigognes, Dargaud, collection « Pilote », 1964
Scénario : Jean-Michel Charlier - Dessin : Albert Uderzo
- 5 Mirage sur l'Orient, Dargaud, collection « Pilote », 1965
Scénario : Jean-Michel Charlier - Dessin : Albert Uderzo
- 6 Canon bleu ne répond plus, Dargaud, 1966
Scénario : Jean-Michel Charlier - Dessin : Albert Uderzo
- 7 Cap Zéro, Dargaud, 1967
Scénario : Jean-Michel Charlier - Dessin : Albert Uderzo
- 8 Pirates du ciel, Dargaud, 1967
Scénario : Jean-Michel Charlier - Dessin : Albert Uderzo, Marcel Uderzo et Jean Giraud
- 9 Les Anges noirs, Dargaud, 1968
Scénario : Jean-Michel Charlier - Dessin : Jijé
- 10 Mission spéciale, Dargaud
Scénario : Jean-Michel Charlier - Dessin : Jijé ; couverture : Yves Thos - Couleurs : 1968
- 11 Destination Pacifique, Dargaud, 1969
Scénario : Jean-Michel Charlier - Dessin : Jijé, Daniel Chauvin
- 12 Menace sur Mururoa, Dargaud, 1969
Scénario : Jean-Michel Charlier - Dessin : Jijé, Daniel Chauvin
- 13 Lieutenant Double Bang, Dargaud, 1970
Scénario : Jean-Michel Charlier - Dessin : Jijé, Daniel Chauvin
- 14 Baroud sur le désert, Dargaud, 1970
Scénario : Jean-Michel Charlier - Dessin : Jijé, Daniel Chauvin
- 15 Les vampires attaquent la nuit, Dargaud, 1971
Scénario : Jean-Michel Charlier - Dessin : Jijé, Daniel Chauvin
- 16 La terreur vient du ciel, Dargaud, 1971
Scénario : Jean-Michel Charlier - Dessin : Jijé, Daniel Chauvin
- 17 Mission « dernière chance », Dargaud, 1972
Scénario : Jean-Michel Charlier - Dessin : Jijé
- 18 Un DC.8 a disparu, Dargaud, 1973
Scénario : Jean-Michel Charlier - Dessin : Jijé, Patrice Serres
- 19 La Mystérieuse Escadre Delta[1], Fleurus, 1979
Scénario : Jean-Michel Charlier - Dessin : Jijé
- 20 Opération Tonnerre, Novedi, 1981
Scénario : Jean-Michel Charlier - Dessin : Jijé, Patrice Serres
- 21 Premières Missions, Hachette, 1981
Scénario : Jean-Michel Charlier - Dessin : Jijé, Daniel Chauvin
- 22 Station Brouillard, Hachette, 1982
Scénario : Jean-Michel Charlier - Dessin : Jijé, Daniel Chauvin
- 23 Plan de vol pour l'enfer, Hachette, 1982
Scénario : Jean-Michel Charlier - Dessin : Patrice Serres
- 24 L'Espion venu du ciel, Novedi, 1984
Scénario : Jean-Michel Charlier - Dessin : Patrice Serres
- 25 Survol interdit, Novedi, 1988
Scénario : Jean-Michel Charlier - Dessin : Al Coutelis
- 26 Prisonniers des Serbes, Dargaud, 2002
Scénario : Jean-Claude Laidin - Dessin : Yvan Fernandez - Couleurs : Jocelyne Charrance[2]
- 27 Opération opium, Dargaud, 2005
Scénario : Jean-Claude Laidin - Dessin : Renaud Garreta - Couleurs : Jocelyne Charrance
- 28 Le vol 501, Dargaud, 2012
Scénario : Jean-Claude Laidin - Dessin :  Yvan Fernandez
- 29 Taïaut sur bandits!, Dargaud, 2015
Scénario : Jean-Claude Laidin - Dessin : Frédéric Toublanc, Julien Lepelletier, Sébastien Philippe - Couleurs : Sylvaine Scomazzon
- 30 Rencontre de trois types, Dargaud, 2017
Scénario : Jean-Claude Laidin - Dessin : Yvan Fernandez
- 31 Diamants de sable, Dargaud, 2018
Scénario : Patrice Buendia, Frédéric Zumbiehl - Dessin : Sébastien Philippe
- 32 Le sabre du désert, Dargaud, 2018
Scénario : Frédéric Zumbiehl, Patrice Buendia - Dessin : Sébastien Philippe
- 33 Retour aux Cigognes, Dargaud, 2019
Scénario : Patrice Buendia, Frédéric Zumbiehl - Dessin : Sébastien Philippe
- 34 Tanguy vs Laverdure, Dargaud, 2021
Scénario : Patrice Buendia, Frédéric Zumbiehl - Dessin : Sébastien Philippe
- 35 Une frontière obscure, Dargaud, 2022
Scénario : Patrice Buendia, Frédéric Zumbiehl - Dessin : Sébastien Philippe
- 36 Marée rouge en mer Noire, Dargaud, 2023
Scénario : Patrice Buendia, Frédéric Zumbiehl - Dessin : Sébastien Philippe
- 37 Trahison, Dargaud, 2024
Scénario : Patrice Buendia, Frédéric Zumbiehl - Dessin : Sébastien Philippe

### Intégrales

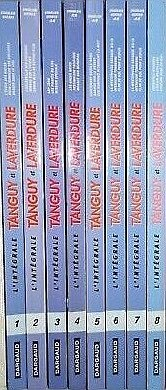
Intégrales Tanguy et Laverdure.

1. scénario : Charlier, dessin : Uderzo
  - L’École des Aigles
  - Pour l'honneur des cocardes
  - Danger dans le ciel
2. scénario : Charlier, dessin : Uderzo
  - Escadrille des Cigognes
  - Canon Bleu ne répond plus
  - Cap Zéro
3. scénario : Charlier, dessin : Uderzo-Jijé
  - Mirage sur l'Orient
  - Pirates du ciel
  - Les Anges noirs
4. scénario : Charlier, dessin : Jijé
  - Mission spéciale
  - Destination Pacifique
  - Menace sur Mururoa
5. scénario : Charlier, dessin : Jijé
  - Lieutenant Double Bang
  - Baroud sur le désert
  - Les vampires attaquent la nuit
6. scénario : Charlier, dessin : Jijé
  - La terreur vient du ciel
  - Mission « dernière chance »
  - Un DC.8 a disparu
7. scénario : Charlier, dessin : Jijé-Serres
  - La Mystérieuse Escadre Delta
  - Opération Tonnerre
  - Plan de vol pour l'enfer
8. scénario : Charlier, dessin : Jijé-Serres
  - Premières Missions
  - Station Brouillard
  - L’Espion venu du ciel

### Histoires courtes
Plusieurs histoires courtes (scénario : Charlier, dessin : Jijé) ont été publiées dans le magazine Super Pocket de 1968 à 1970, comme suit :
- Super Pocket no 1 : Premières Missions, 1968
- Super Pocket no 2 : Le Grand Mirage, 1968
- Super Pocket no 3 : Piège pour un pilote, 1969
- Super Pocket no 4 : Rapt en Plein Ciel, 1969
- Super Pocket no 5 : Le Saboteur, 1969
- Super Pocket no 6 : Contre-Espionnage Aérien, 1969
- Super Pocket no 7 : Station Brouillard, 1970
- Super Pocket no 8 : Fréquence 268.5, 1970
- Super Pocket no 9 : Les Espions des Sables, 1970

Les histoires no 1, no 4 et no 5 ont depuis été réimprimées dans l'album 21 Premières Missions, les histoires no 6, no 7 et no 8 dans l'album 22 Station Brouillard.

### Collection collector chez les marchands de journaux
Hachette Collections a sorti du mois d'octobre 2016 au mois de décembre 2017 en kiosque une suite d'ouvrages intitulée Tanguy et Laverdure La Collection. Chaque album était présenté en grand format (22,3 × 31 cm) avec un dos toilé ainsi qu'une frise de collection marquée au fer chaud. Un cahier exclusif était disponible dans chaque numéro sur la naissance de la série et son évolution, l'envers du décor, une rubrique sur le monde de l'aviation ainsi que des portraits des scénaristes et dessinateurs. La périodicité était d'un numéro tous les quinze jours pour un total de 30 titres.
- No 1 du 19 octobre 2016 : L'École des Aigles (1961)
- No 2 du 2 novembre 2016 : Pour l'honneur des cocardes (1962)
- No 3 du 15 novembre 2016 : Danger dans le ciel (1963)
- No 4 du 8 décembre 2016 : Escadrille des Cigognes (1964)
- No 5 du 14 décembre 2016 : Mirage sur L'Orient (1965)
- No 6 du 4 janvier 2017 : Canon Bleu ne répond plus (1966)
- No 7 du 11 janvier 2017 : Cap Zéro (1967)
- No 8 du 25 janvier 2017 : Pirates du ciel (1967)
- No 9 du 8 février 2017 : Mission Spéciale (1968)
- No 10 du 22 février 2017 : Les Anges noirs (1968)
- No 11 du 8 mars 2017 : Destination Pacifique (1969)
- No 12 du 23 mars 2017 : Menace sur Mururoa (1969)
- No 13 du 5 avril 2017 : Lieutenant Double Bang (1970)
- No 14 du 21 avril 2017 : Baroud sur le désert (1970)
- No 15 du 4 mai 2017 : Les vampires attaquent la nuit (1971)
- No 16 du 18 mai 2017 : La terreur vient du ciel (1971)
- No 17 du 1er juin 2017 : Mission Dernière chance (1972)
- No 18 du 15 juin 2017 : Un D.C. 8 a disparu (1973)
- No 19 du 29 juin 2017 : La mystérieuse escadre Delta (1979)
- No 20 du 13 juillet 2017 : Opération Tonnerre (1981)
- No 21 du 27 juillet 2017 : Plan de vol pour l'enfer (1982)
- No 22 du 10 août 2017 : L'espion venu du ciel (1984)
- No 23 du 24 août 2017 : Premières missions (1981)
- No 24 du 7 septembre 2017 : Station brouillard (1982)
- No 25 du 21 septembre 2017 : Prisonniers des serbes (2002)
- No 26 du 6 octobre 2017 : Opération opium (2005)
- No 27 du 20 octobre 2017 : Le vol 501 (2012)
- No 28 du 4 novembre 2017 : Taïaut sur bandits ! (2015)
- No 29 du 16 novembre 2017 : Menace sur Mirage F1 (2016)
- No 30 du 1er décembre 2017 : L'avion qui tuait ses pilotes (2017)

Il est à noter que l'album : Survol interdit (1988) n'est pas inclus dans la série. Il clôt pourtant l'histoire commencée dans le No 22 : L'espion venu du ciel.

### Tanguy et Laverdure«Classic»
Une nouvelle série des aventures de Tanguy et Laverdure existe depuis 2016. Elle retrace l'aventure des deux héros, dans le passé en revenant aux racines du succès. Le premier diptyque est une adaptation du roman de 1971, L'Avion qui tuait ses pilotes.
Dessin de Matthieu Durand, scénario de Patrice Buendia d'après Jean-Michel Charlier
1. Menace sur Mirage F1, 2016
2. L'avion qui tuait ses pilotes, 2017
3. Coup de feu dans les Alpes, 2019
4. Le pilote qui en savait trop, 2021
5. Le mystère du Sabre jaune, 2023
6. Traque au Canada, mai 2024
7. Une Taupe chez les Cigognes, aout 2025

### Hors-série
Dessin de Sébastien Philippe, scénario de Patrice Buendia et Frédéric Zumbiehl
1. HS. La rencontre, 2016 (16 pages, aventure commune de Buck Danny et Tanguy et Laverdure)

Une BD inédite de 16 pages racontant la première aventure commune de Tanguy et Laverdure avec Buck Danny en 1965. Édition hors commerce, ne peut être commercialisé séparément du fourreau et réalisée spécialement pour ce fourreau regroupant le tome 3 de Buck Danny « Classic » et le tome 1 de Tanguy et Laverdure « Classic ».
2. HS. Spécial 60 ans - septembre 2019
Tanguy et Laverdure ont 60 ans ! Pour fêter l'événement, voici un album hommage qui rassemble 6 histoires inédites de 8 à 12 pages, des années 1960 à nos jours.

### Roman
L'avion qui tuait ses pilotes est un roman écrit par Jean-Michel Charlier contenant des illustrations de Jijé publié en 1971 dans la collection « Bibliothèque verte ». Il sera adapté en bande dessinée en 2017 dans la série classic.

## Adaptations

### Télévision
- 1967-1970 : Cette bande dessinée a été adaptée pour la première fois en 1967 sous la forme d'une série télévisée : dans cette première adaptation, intitulée Les Chevaliers du ciel (mais souvent désignée sous le titre Les Aventures de Tanguy et Laverdure), Tanguy est interprété par Jacques Santi et Laverdure par Christian Marin.

- 1988-1991 : Une seconde série télévisée, Les Nouveaux Chevaliers du ciel, a été diffusée de 1988 à 1991 : tandis que le rôle de Laverdure est joué par Thierry Redler durant toute la série, celui de Tanguy est endossé d'abord par Christian Vadim, puis par Marc Maury.

### Cinéma
En 2005, sort sur les écrans Les Chevaliers du ciel, de Gérard Pirès, librement inspiré de la bande dessinée. Les deux personnages principaux, interprétés par Clovis Cornillac et Benoît Magimel, ne portent pas les noms de Tanguy et Laverdure et sont désignés par des surnoms, Walk'n et Fahrenheit.